# Syn
Syn è una dea della mitologia norrena, appartenente alla stirpe degli Asi. Di lei non si sa quasi nulla. Snorri Sturluson riferisce unicamente che suo è il compito di guardiana delle soglie, per impedire l'accesso a chi è interdetto. Altro suo ruolo è quello di avvocata nelle assemblee: il suo nome viene difatti invocato quando si voglia respingere un'accusa falsa. Il suo nome significa appunto "ricusa" o "negazione".